# 청자 죽순모양 주전자
청자 죽순모양 주전자(靑磁 竹筍形 注子)은 서울특별시 용산구, 국립중앙박물관에 있는 고려시대의 청자이다. 2017년 3월 8일 대한민국의 보물 제1931호로 지정되었다.

## 개요
이 청자는 죽순(竹筍)을 형상화한 상형청자(象形靑磁)로, 여러 식물 모양 청자 가운데서도 조형과 장식, 유색(釉色)이 완벽하게 조화를 이룬 최상급의 청자로 평가된다. 현재 지정된 고려청자 가운데 상형청자가 제법 많은 수를 차지하고 있는데, 이것은 상형청자가 다른 청자에 비해 창조성과 완성도 면에서 절대적인 우위를 차지한 결과라고 여겨진다. 특히 이 주자는 현재 지정된 다른 상형청자에서 보기 드문 죽순이라는 소재를 형상화했다는 점과 우아한 조형미, 그리고 빙렬(氷裂)이 거의 없는 완벽한 표면과 은은한 광택의 유색 등 질적인 완성도 면에서 다른 지정 문화재와 차별되는 특징을 보여, 최상급 상형청자의 본보기라고 할 만하다.

## 같이 보기
- 청자

## 참고 자료
- 청자 죽순모양 주전자 - 국가유산청 국가유산포털